# Casa de Villafranca

La casa de Villafranca es una casa nobiliaria española originaria de la Corona de Castilla. El título principal de la casa es de marqués de Villafranca del Bierzo, mientras que el hijo del marqués titular llamado a sucederle ostentaba los títulos de duque de Fernandina y príncipe de Montalbán. 
La casa se formó cuando en 1486 los Reyes Católicos concedieron el marquesado de Villafranca del Bierzo en mancomún al matrimonio formado por Juana Osorio y Bazán, hija del Pedro Álvarez Osorio, I Condado de Lemos|conde de Lemos]] y de su segunda mujer María Bazán, y Luis Pimentel y Pacheco, primogénito del IV conde-I duque de Benavente, para solventar el pleito mantenido por el condado de Lemos, en cuya sucesión se había legitimado a un hijo natural del I conde, en detrimento de la descendencia femenina legítima. 
La hija de los primeros marqueses de Villafranca del Bierzo, María Osorio y Pimentel, asumió el título y casó con don Pedro Álvarez de Toledo y Zúñiga, segundogénito de Fadrique Álvarez de Toledo y Enríquez de Quiñones, II duque de Alba de Tormes y Virrey de Nápoles, por lo que la casa de Villafranca del Bierzo pasó a una rama secundaria de la casa de Alba en la descendencia de dicho matrimonio. 
Dos de los inmuebles emblemáticos de la casa son el  Castillo-Palacio de los Marqueses de Villafranca y el palacio de los marqueses de Villafranca en Madrid, que actualmente es la sede de la Real Academia de Ingeniería. Uno de los miembros más conocidos de este linaje es Leonor Álvarez de Toledo, esposa de Cosme I de Médici, Duque de Florencia. 

## Historia
El matrimonio del Fadrique Álvarez de Toledo y Fernández de Córdoba, VIII marqués de Villafranca con la Catalina Moncada de Aragón y Fajardo, VIII marquesa de los Vélez, incorporó al linaje la casas de los Vélez, Requesens, Luna y de Paternò. 
A finales del siglo XVIII, la  casa de Medina Sidonia revertiría en la casa de Villafranca del Bierzo, entroncando posteriormente con la Casa de Alba, los marqueses de la Romana, la Casa de Maura y los condes de la Mortera, entre otros.
Su cabeza actual es Leoncio Alonso González de Gregorio y Álvarez de Toledo, XVIII marqués de Villafranca, mientras que su hermana María del Pilar Leticia González de Gregorio y Álvarez de Toledo ostentó desde 1993 hasta 2012 el ducado de Fernandina, que actualmente está vacante.

## Árbol genealógico
Titulares
     Señores de Cabrera y Ribera, origen de la Casa.
| \| \| \| \| \| \| \| \| \| \| \| \| \| \| \| \| \| Rodrigo Álvarez Osorio, señor de Cabrera y Ribera \| \| \| \| \| \| \| \| \| \| \| \| \| \| \| \| \| \| \| \| \| \| \| \| \| \| \| \| \| \| \| \| \| \| \| \| \| \| \| \| \| \| \| \| \| \| \| \| \| \| \| \| \| \| \| \| \| \| \| \| \| \| \| \| \| \| \| \| \| \| \| \| \| \| \| \| \| \| \| \| \| \| \| \| \| \| \| \| \| \| \| \| \| \| \| \| \| \| \| \| \| \| \| \| \| \| \| \| \| \| \| \| \| \| Beatriz de Castro, señora de Lemos y de Villafranca (1398-1455) \| Beatriz de Castro, señora de Lemos y de Villafranca (1398-1455) \| Beatriz de Castro, señora de Lemos y de Villafranca (1398-1455) \| Beatriz de Castro, señora de Lemos y de Villafranca (1398-1455) \| Beatriz de Castro, señora de Lemos y de Villafranca (1398-1455) \| Beatriz de Castro, señora de Lemos y de Villafranca (1398-1455) \| \| \| Pedro Álvarez Osorio, i conde de Lemos († 1482) \| Pedro Álvarez Osorio, i conde de Lemos († 1482) \| Pedro Álvarez Osorio, i conde de Lemos († 1482) \| Pedro Álvarez Osorio, i conde de Lemos († 1482) \| Pedro Álvarez Osorio, i conde de Lemos († 1482) \| Pedro Álvarez Osorio, i conde de Lemos († 1482) \| \| \| María de Bazán, condesa de Lemos \| María de Bazán, condesa de Lemos \| María de Bazán, condesa de Lemos \| María de Bazán, condesa de Lemos \| María de Bazán, condesa de Lemos \| María de Bazán, condesa de Lemos \| \| \| \| \| \| \| \| \| \| \| \| \| \| \| \| \| \| \| \| \| \| \| \| \| \| \| \| \| \| \| \| \| \| \| \| \| \| \| \| Beatriz de Castro, señora de Lemos y de Villafranca (1398-1455) \| Beatriz de Castro, señora de Lemos y de Villafranca (1398-1455) \| Beatriz de Castro, señora de Lemos y de Villafranca (1398-1455) \| Beatriz de Castro, señora de Lemos y de Villafranca (1398-1455) \| Beatriz de Castro, señora de Lemos y de Villafranca (1398-1455) \| Beatriz de Castro, señora de Lemos y de Villafranca (1398-1455) \| \| \| Pedro Álvarez Osorio, i conde de Lemos († 1482) \| Pedro Álvarez Osorio, i conde de Lemos († 1482) \| Pedro Álvarez Osorio, i conde de Lemos († 1482) \| Pedro Álvarez Osorio, i conde de Lemos († 1482) \| Pedro Álvarez Osorio, i conde de Lemos († 1482) \| Pedro Álvarez Osorio, i conde de Lemos († 1482) \| \| \| María de Bazán, condesa de Lemos \| María de Bazán, condesa de Lemos \| María de Bazán, condesa de Lemos \| María de Bazán, condesa de Lemos \| María de Bazán, condesa de Lemos \| María de Bazán, condesa de Lemos \| \| \| \| \| \| \| \| \| \| \| \| \| \| \| \| \| \| \| \| \| \| \| \| \| \| \| \| \| \| \| \| \| \| \| \| \| \| \| \| \| \| \| \| \| \| \| \| \| \| \| \| \| \| \| \| \| \| \| \| \| \| \| \| \| \| \| \| \| \| \| \| \| \| \| \| \| \| \| \| \| \| \| \| \| \| \| \| \| \| \| \| \| \| \| \| \| \| \| \| \| \| \| \| \| Alonso Osorio († 1467) \| Alonso Osorio († 1467) \| Alonso Osorio († 1467) \| Alonso Osorio († 1467) \| Alonso Osorio († 1467) \| Alonso Osorio († 1467) \| \| \| Juana Osorio, i marquesa de Villafranca (1470-1491) \| Juana Osorio, i marquesa de Villafranca (1470-1491) \| Juana Osorio, i marquesa de Villafranca (1470-1491) \| Juana Osorio, i marquesa de Villafranca (1470-1491) \| Juana Osorio, i marquesa de Villafranca (1470-1491) \| Juana Osorio, i marquesa de Villafranca (1470-1491) \| \| \| Luis Pimentel, i marqués de Villafranca (1467-1497) \| Luis Pimentel, i marqués de Villafranca (1467-1497) \| Luis Pimentel, i marqués de Villafranca (1467-1497) \| Luis Pimentel, i marqués de Villafranca (1467-1497) \| Luis Pimentel, i marqués de Villafranca (1467-1497) \| Luis Pimentel, i marqués de Villafranca (1467-1497) \| \| \| \| \| \| \| \| \| \| \| \| \| \| \| \| \| \| \| \| \| \| \| \| \| \| \| \| \| \| \| \| \| \| \| \| \| \| \| \| Alonso Osorio († 1467) \| Alonso Osorio († 1467) \| Alonso Osorio († 1467) \| Alonso Osorio († 1467) \| Alonso Osorio († 1467) \| Alonso Osorio († 1467) \| \| \| Juana Osorio, i marquesa de Villafranca (1470-1491) \| Juana Osorio, i marquesa de Villafranca (1470-1491) \| Juana Osorio, i marquesa de Villafranca (1470-1491) \| Juana Osorio, i marquesa de Villafranca (1470-1491) \| Juana Osorio, i marquesa de Villafranca (1470-1491) \| Juana Osorio, i marquesa de Villafranca (1470-1491) \| \| \| Luis Pimentel, i marqués de Villafranca (1467-1497) \| Luis Pimentel, i marqués de Villafranca (1467-1497) \| Luis Pimentel, i marqués de Villafranca (1467-1497) \| Luis Pimentel, i marqués de Villafranca (1467-1497) \| Luis Pimentel, i marqués de Villafranca (1467-1497) \| Luis Pimentel, i marqués de Villafranca (1467-1497) \| \| \| \| \| \| \| \| \| \| \| \| \| \| \| \| \| \| \| \| \| \| \| \| \| \| \| \| \| \| \| \| \| \| \| \| \| \| \| \| \| \| \| \| \| \| \| \| \| \| \| \| \| \| \| \| \| \| \| \| \| \| \| \| \| \| \| \| \| \| \| \| \| \| \| \| \| \| \| \| \| \| \| \| \| \| \| \| \| \| \| \| \| \| \| \| \| \| \| \| \| Rodrigo de Castro Osorio, ii conde de Lemos \| Rodrigo de Castro Osorio, ii conde de Lemos \| Rodrigo de Castro Osorio, ii conde de Lemos \| Rodrigo de Castro Osorio, ii conde de Lemos \| Rodrigo de Castro Osorio, ii conde de Lemos \| Rodrigo de Castro Osorio, ii conde de Lemos \| \| \| \| \| \| \| María Osorio, ii marquesa de Villafranca, (1490-1539) \| María Osorio, ii marquesa de Villafranca, (1490-1539) \| María Osorio, ii marquesa de Villafranca, (1490-1539) \| María Osorio, ii marquesa de Villafranca, (1490-1539) \| María Osorio, ii marquesa de Villafranca, (1490-1539) \| María Osorio, ii marquesa de Villafranca, (1490-1539) \| \| \| Pedro de Toledo, marqués de Villafranca (1484-1553) \| Pedro de Toledo, marqués de Villafranca (1484-1553) \| Pedro de Toledo, marqués de Villafranca (1484-1553) \| Pedro de Toledo, marqués de Villafranca (1484-1553) \| Pedro de Toledo, marqués de Villafranca (1484-1553) \| Pedro de Toledo, marqués de Villafranca (1484-1553) \| \| \| \| \| \| \| \| \| \| \| \| \| \| \| \| \| \| \| \| \| \| \| \| \| \| \| \| \| \| \| \| \| \| \| \| Rodrigo de Castro Osorio, ii conde de Lemos \| Rodrigo de Castro Osorio, ii conde de Lemos \| Rodrigo de Castro Osorio, ii conde de Lemos \| Rodrigo de Castro Osorio, ii conde de Lemos \| Rodrigo de Castro Osorio, ii conde de Lemos \| Rodrigo de Castro Osorio, ii conde de Lemos \| \| \| \| \| \| \| María Osorio, ii marquesa de Villafranca, (1490-1539) \| María Osorio, ii marquesa de Villafranca, (1490-1539) \| María Osorio, ii marquesa de Villafranca, (1490-1539) \| María Osorio, ii marquesa de Villafranca, (1490-1539) \| María Osorio, ii marquesa de Villafranca, (1490-1539) \| María Osorio, ii marquesa de Villafranca, (1490-1539) \| \| \| Pedro de Toledo, marqués de Villafranca (1484-1553) \| Pedro de Toledo, marqués de Villafranca (1484-1553) \| Pedro de Toledo, marqués de Villafranca (1484-1553) \| Pedro de Toledo, marqués de Villafranca (1484-1553) \| Pedro de Toledo, marqués de Villafranca (1484-1553) \| Pedro de Toledo, marqués de Villafranca (1484-1553) \| \| \| \| \| \| \| \| \| \| \| \| \| \| \| \| \| \| \| \| \| \| \| \| \| \| \| \| \| \| \| \| \| \| \| \| Con sucesión en la casa de Lemos. \| \| \| \| \| \| \| \| \| \| \| \| \| \| \| \| \| \| \| \| \| \| \| \| \| \| \| \| \| \| \| \| \| \| \| \| \| \| \| \| \| \| \| \| \| \| \| \| \| \| \| \| \| \| \| \| \| \| \| \| \| \| \| \| \| \| \| \| \| \| \| \| \| \| \| \| \| \| \| \| \| \| \| \| \| \| \| \| \| \| \| \| \| \| \| \| \| \| \| \| \| \| \| \| \| \| \| \| \| \| \| \| \| \| \| \| \| \| \| \| \| \| \| \| \| \| \| \| \| \| Fadrique de Toledo Osorio, iii marqués de Villafranca (1510-1569) \| Fadrique de Toledo Osorio, iii marqués de Villafranca (1510-1569) \| Fadrique de Toledo Osorio, iii marqués de Villafranca (1510-1569) \| Fadrique de Toledo Osorio, iii marqués de Villafranca (1510-1569) \| Fadrique de Toledo Osorio, iii marqués de Villafranca (1510-1569) \| Fadrique de Toledo Osorio, iii marqués de Villafranca (1510-1569) \| \| \| García de Toledo Osorio, iv marqués de Villafranca (1514-1577) \| García de Toledo Osorio, iv marqués de Villafranca (1514-1577) \| García de Toledo Osorio, iv marqués de Villafranca (1514-1577) \| García de Toledo Osorio, iv marqués de Villafranca (1514-1577) \| García de Toledo Osorio, iv marqués de Villafranca (1514-1577) \| García de Toledo Osorio, iv marqués de Villafranca (1514-1577) \| \| \| Leonor de Toledo, duquesa de Florencia (1522-1562)) \| Leonor de Toledo, duquesa de Florencia (1522-1562)) \| Leonor de Toledo, duquesa de Florencia (1522-1562)) \| Leonor de Toledo, duquesa de Florencia (1522-1562)) \| Leonor de Toledo, duquesa de Florencia (1522-1562)) \| Leonor de Toledo, duquesa de Florencia (1522-1562)) \| \| \| \| \| \| \| \| \| \| \| \| \| \| \| \| \| \| \| \| \| \| \| \| \| \| \| \| \| \| \| \| \| \| \| \| \| \| \| \| Fadrique de Toledo Osorio, iii marqués de Villafranca (1510-1569) \| Fadrique de Toledo Osorio, iii marqués de Villafranca (1510-1569) \| Fadrique de Toledo Osorio, iii marqués de Villafranca (1510-1569) \| Fadrique de Toledo Osorio, iii marqués de Villafranca (1510-1569) \| Fadrique de Toledo Osorio, iii marqués de Villafranca (1510-1569) \| Fadrique de Toledo Osorio, iii marqués de Villafranca (1510-1569) \| \| \| García de Toledo Osorio, iv marqués de Villafranca (1514-1577) \| García de Toledo Osorio, iv marqués de Villafranca (1514-1577) \| García de Toledo Osorio, iv marqués de Villafranca (1514-1577) \| García de Toledo Osorio, iv marqués de Villafranca (1514-1577) \| García de Toledo Osorio, iv marqués de Villafranca (1514-1577) \| García de Toledo Osorio, iv marqués de Villafranca (1514-1577) \| \| \| Leonor de Toledo, duquesa de Florencia (1522-1562)) \| Leonor de Toledo, duquesa de Florencia (1522-1562)) \| Leonor de Toledo, duquesa de Florencia (1522-1562)) \| Leonor de Toledo, duquesa de Florencia (1522-1562)) \| Leonor de Toledo, duquesa de Florencia (1522-1562)) \| Leonor de Toledo, duquesa de Florencia (1522-1562)) \| Con sucesión en la casa de Médicis. \| \| \| \| \| \| \| \| \| \| \| \| \| \| \| \| \| \| \| \| \| \| \| \| \| \| \| \| \| \| \| \| \| \| \| \| \| \| \| \| \| \| \| \| \| \| \| Pedro de Toledo Osorio, v marqués de Villafranca (1546-1627) \| \| \| \| \| \| \| \| \| \| \| \| \| \| \| \| \| \| \| \| \| \| \| \| \| \| \| \| \| \| \| \| \| \| \| \| \| \| \| \| \| \| \| \| \| \| \| \| \| \| \| \| \| \| \| \| \| \| \| \| \| \| \| \| \| \| \| \| \| \| \| \| \| \| \| \| \| \| \| \| \| \| \| \| \| \| \| \| \| \| \| \| \| \| \| \| \| \| \| \| \| \| \| \| \| \| \| \| \| \| \| \| \| \| \| \| \| \| \| \| \| \| \| \| \| \| \| \| \| \| \| \| \| \| \| \| \| \| \| \| \| \| \| \| \| \| \| \| \| \| \| \| \| \| \| \| \| \| \| \| \| \| \| \| \| \| \| \| \| \| \| \| \| \| \| García de Toledo Osorio, vi marqués de Villafranca (1579-1649) \| García de Toledo Osorio, vi marqués de Villafranca (1579-1649) \| García de Toledo Osorio, vi marqués de Villafranca (1579-1649) \| García de Toledo Osorio, vi marqués de Villafranca (1579-1649) \| García de Toledo Osorio, vi marqués de Villafranca (1579-1649) \| García de Toledo Osorio, vi marqués de Villafranca (1579-1649) \| \| \| Fadrique de Toledo Osorio, i marqués de Valdueza (1580-1634) \| Fadrique de Toledo Osorio, i marqués de Valdueza (1580-1634) \| Fadrique de Toledo Osorio, i marqués de Valdueza (1580-1634) \| Fadrique de Toledo Osorio, i marqués de Valdueza (1580-1634) \| Fadrique de Toledo Osorio, i marqués de Valdueza (1580-1634) \| Fadrique de Toledo Osorio, i marqués de Valdueza (1580-1634) \| \| \| \| \| \| \| \| \| \| \| \| \| \| \| \| \| \| \| \| \| \| \| \| \| \| \| \| \| \| \| \| \| \| \| \| \| \| \| \| \| \| \| \| \| \| \| \| García de Toledo Osorio, vi marqués de Villafranca (1579-1649) \| García de Toledo Osorio, vi marqués de Villafranca (1579-1649) \| García de Toledo Osorio, vi marqués de Villafranca (1579-1649) \| García de Toledo Osorio, vi marqués de Villafranca (1579-1649) \| García de Toledo Osorio, vi marqués de Villafranca (1579-1649) \| García de Toledo Osorio, vi marqués de Villafranca (1579-1649) \| \| \| Fadrique de Toledo Osorio, i marqués de Valdueza (1580-1634) \| Fadrique de Toledo Osorio, i marqués de Valdueza (1580-1634) \| Fadrique de Toledo Osorio, i marqués de Valdueza (1580-1634) \| Fadrique de Toledo Osorio, i marqués de Valdueza (1580-1634) \| Fadrique de Toledo Osorio, i marqués de Valdueza (1580-1634) \| Fadrique de Toledo Osorio, i marqués de Valdueza (1580-1634) \| \| \| \| \| \| \| \| \| \| \| \| \| \| \| \| \| \| \| \| \| \| \| \| \| \| \| \| \| \| \| \| \| \| \| \| \| \| \| \| \| \| \| \| \| \| \| \| \| \| \| \| \| \| \| \| Fadrique de Toledo Osorio, vii marqués de Villafranca (1635-1705) \| \| \| \| \| \| \| \| \| \| \| \| \| \| \| \| \| \| \| \| \| \| \| \| \| \| \| \| \| \| \| \| \| \| \| \| \| \| \| \| \| \| \| \| \| \| \| \| \| \| \| \| \| \| \| \| \| \| \| \| \| \| \| \| \| \| \| \| \| \| \| \| \| \| \| \| \| \| \| \| \| \| \| \| \| \| \| \| \| \| \| \| \| \| \| \| \| \| \| \| \| \| \| \| \| \| \| \| \| \| \| \| \| \| \| \| \| \| \| \| \| \| José Fadrique de Toledo Osorio, viii marqués de Villafranca (1658-1728) \| \| \| \| \| \| \| \| \| \| \| \| \| \| \| \| \| \| \| \| \| \| \| \| \| \| \| \| \| \| \| \| \| \| \| \| \| \| \| \| \| \| \| \| \| \| \| \| \| \| \| \| \| \| \| \| \| \| \| \| \| \| \| \| \| \| \| \| \| \| \| \| \| \| \| \| \| \| \| \| \| \| \| \| \| \| \| \| \| \| \| \| \| \| \| \| \| \| \| \| \| \| \| \| \| \| \| \| \| \| \| \| \| \| \| \| \| \| \| \| \| \| Fadrique Vicente de Toledo Osorio, ix marqués de Villafranca (1686-1753) \| \| \| \| \| \| \| \| \| \| \| \| \| \| \| \| \| \| \| \| \| \| \| \| \| \| \| \| \| \| \| \| \| \| \| \| \| \| \| \| \| \| \| \| \| \| \| \| \| \| \| \| \| \| \| \| \| \| \| \| \| \| \| \| \| \| \| \| \| \| \| \| \| \| \| \| \| \| \| \| \| \| \| \| \| \| \| \| \| \| \| \| \| \| \| \| \| \| \| \| \| \| \| \| \| \| \| \| \| \| \| \| \| \| \| \| \| \| \| \| \| \| Antonio Álvarez de Toledo Osorio, x marqués de Villafranca (1716-1773) \| \| \| \| \| \| \| \| \| \| \| \| \| \| \| \| \| \| \| \| \| \| \| \| \| \| \| \| \| \| \| \| \| \| \| \| \| \| \| \| \| \| \| \| \| \| \| \| \| \| \| \| \| \| \| \| \| \| \| \| \| \| \| \| \| \| \| \| \| \| \| \| \| \| \| \| \| \| \| \| \| \| \| \| \| \| \| \| \| \| \| \| \| \| \| \| \| \| \| \| \| \| \| \| \| \| \| \| \| \| \| \| \| \| \| \| \| \| \| \| \| \| \| \| \| \| \| \| \| \| \| \| \| \| \| \| \| \| \| \| \| \| \| \| \| \| \| \| \| \| \| \| \| \| \| \| \| \| \| \| \| \| \| \| \| \| \| \| \| \| \| \| \| \| \| José Álvarez de Toledo, duque de Alba, xi marqués de Villafranca (1756-1796) \| José Álvarez de Toledo, duque de Alba, xi marqués de Villafranca (1756-1796) \| José Álvarez de Toledo, duque de Alba, xi marqués de Villafranca (1756-1796) \| José Álvarez de Toledo, duque de Alba, xi marqués de Villafranca (1756-1796) \| José Álvarez de Toledo, duque de Alba, xi marqués de Villafranca (1756-1796) \| José Álvarez de Toledo, duque de Alba, xi marqués de Villafranca (1756-1796) \| \| \| Francisco de Borja Álvarez de Toledo, xii marqués de Villafranca (1763-1821) \| Francisco de Borja Álvarez de Toledo, xii marqués de Villafranca (1763-1821) \| Francisco de Borja Álvarez de Toledo, xii marqués de Villafranca (1763-1821) \| Francisco de Borja Álvarez de Toledo, xii marqués de Villafranca (1763-1821) \| Francisco de Borja Álvarez de Toledo, xii marqués de Villafranca (1763-1821) \| Francisco de Borja Álvarez de Toledo, xii marqués de Villafranca (1763-1821) \| \| \| \| \| \| \| \| \| \| \| \| \| \| \| \| \| \| \| \| \| \| \| \| \| \| \| \| \| \| \| \| \| \| \| \| \| \| \| \| \| \| \| \| \| \| \| \| José Álvarez de Toledo, duque de Alba, xi marqués de Villafranca (1756-1796) \| José Álvarez de Toledo, duque de Alba, xi marqués de Villafranca (1756-1796) \| José Álvarez de Toledo, duque de Alba, xi marqués de Villafranca (1756-1796) \| José Álvarez de Toledo, duque de Alba, xi marqués de Villafranca (1756-1796) \| José Álvarez de Toledo, duque de Alba, xi marqués de Villafranca (1756-1796) \| José Álvarez de Toledo, duque de Alba, xi marqués de Villafranca (1756-1796) \| \| \| Francisco de Borja Álvarez de Toledo, xii marqués de Villafranca (1763-1821) \| Francisco de Borja Álvarez de Toledo, xii marqués de Villafranca (1763-1821) \| Francisco de Borja Álvarez de Toledo, xii marqués de Villafranca (1763-1821) \| Francisco de Borja Álvarez de Toledo, xii marqués de Villafranca (1763-1821) \| Francisco de Borja Álvarez de Toledo, xii marqués de Villafranca (1763-1821) \| Francisco de Borja Álvarez de Toledo, xii marqués de Villafranca (1763-1821) \| \| \| \| \| \| \| \| \| \| \| \| \| \| \| \| \| \| \| \| \| \| \| \| \| \| \| \| \| \| \| \| \| \| \| \| \| \| \| \| \| \| \| \| \| \| \| \| \| \| \| \| \| \| \| \| \| \| \| \| \| \| \| \| \| \| \| \| \| \| \| \| \| \| \| \| \| \| \| \| \| \| \| \| \| \| \| \| \| \| \| \| \| \| \| \| \| \| \| \| \| \| \| \| \| \| \| \| \| \| \| \| \| \| \| \| \| Francisco Álvarez de Toledo, x duque de Fernandina (1799-1816) \| Francisco Álvarez de Toledo, x duque de Fernandina (1799-1816) \| Francisco Álvarez de Toledo, x duque de Fernandina (1799-1816) \| Francisco Álvarez de Toledo, x duque de Fernandina (1799-1816) \| Francisco Álvarez de Toledo, x duque de Fernandina (1799-1816) \| Francisco Álvarez de Toledo, x duque de Fernandina (1799-1816) \| \| \| Pedro de Alcántara Álvarez de Toledo, xiii marqués de Villafranca (1803–1867) \| Pedro de Alcántara Álvarez de Toledo, xiii marqués de Villafranca (1803–1867) \| Pedro de Alcántara Álvarez de Toledo, xiii marqués de Villafranca (1803–1867) \| Pedro de Alcántara Álvarez de Toledo, xiii marqués de Villafranca (1803–1867) \| Pedro de Alcántara Álvarez de Toledo, xiii marqués de Villafranca (1803–1867) \| Pedro de Alcántara Álvarez de Toledo, xiii marqués de Villafranca (1803–1867) \| \| \| \| \| \| \| \| \| \| \| \| \| \| \| \| \| \| \| \| \| \| \| \| \| \| \| \| \| \| \| \| \| \| \| \| \| \| \| \| \| \| \| \| \| \| \| \| Francisco Álvarez de Toledo, x duque de Fernandina (1799-1816) \| Francisco Álvarez de Toledo, x duque de Fernandina (1799-1816) \| Francisco Álvarez de Toledo, x duque de Fernandina (1799-1816) \| Francisco Álvarez de Toledo, x duque de Fernandina (1799-1816) \| Francisco Álvarez de Toledo, x duque de Fernandina (1799-1816) \| Francisco Álvarez de Toledo, x duque de Fernandina (1799-1816) \| \| \| Pedro de Alcántara Álvarez de Toledo, xiii marqués de Villafranca (1803–1867) \| Pedro de Alcántara Álvarez de Toledo, xiii marqués de Villafranca (1803–1867) \| Pedro de Alcántara Álvarez de Toledo, xiii marqués de Villafranca (1803–1867) \| Pedro de Alcántara Álvarez de Toledo, xiii marqués de Villafranca (1803–1867) \| Pedro de Alcántara Álvarez de Toledo, xiii marqués de Villafranca (1803–1867) \| Pedro de Alcántara Álvarez de Toledo, xiii marqués de Villafranca (1803–1867) \| \| \| \| \| \| \| \| \| \| \| \| \| \| \| \| \| \| \| \| \| \| \| \| \| \| \| \| \| \| \| \| \| \| \| \| \| \| \| \| \| \| \| \| \| \| \| \| \| \| \| \| \| \| \| \| José Álvarez de Toledo, xviii duque de Medina Sidonia, xiv marqués de Villafranca (1826-1900) \| \| \| \| \| \| \| \| \| \| \| \| \| \| \| \| \| \| \| \| \| \| \| \| \| \| \| \| \| \| \| \| \| \| \| \| \| \| \| \| \| \| \| \| \| \| \| \| \| \| \| \| \| \| \| \| \| \| \| \| \| \| \| \| \| \| \| \| \| \| \| \| \| \| \| \| \| \| \| \| \| \| \| \| \| \| \| \| \| \| \| \| \| \| \| \| \| \| \| \| \| \| \| \| \| \| \| \| \| \| \| \| \| \| \| \| \| \| \| \| \| \| \| \| \| \| \| \| \| \| \| \| \| \| \| \| \| \| \| \| \| \| \| \| \| \| \| \| \| \| \| \| \| \| \| \| \| \| \| \| \| \| \| \| \| \| \| \| \| \| \| \| \| \| \| \| \| \| \| \| \| \| \| Alonso Álvarez de Toledo, xv conde de Niebla (1850-1897) \| Alonso Álvarez de Toledo, xv conde de Niebla (1850-1897) \| Alonso Álvarez de Toledo, xv conde de Niebla (1850-1897) \| Alonso Álvarez de Toledo, xv conde de Niebla (1850-1897) \| Alonso Álvarez de Toledo, xv conde de Niebla (1850-1897) \| Alonso Álvarez de Toledo, xv conde de Niebla (1850-1897) \| \| \| Joaquín Álvarez de Toledo, xix duque de Medina Sidonia, xv marqués de Villafranca (1865-1915) \| Joaquín Álvarez de Toledo, xix duque de Medina Sidonia, xv marqués de Villafranca (1865-1915) \| Joaquín Álvarez de Toledo, xix duque de Medina Sidonia, xv marqués de Villafranca (1865-1915) \| Joaquín Álvarez de Toledo, xix duque de Medina Sidonia, xv marqués de Villafranca (1865-1915) \| Joaquín Álvarez de Toledo, xix duque de Medina Sidonia, xv marqués de Villafranca (1865-1915) \| Joaquín Álvarez de Toledo, xix duque de Medina Sidonia, xv marqués de Villafranca (1865-1915) \| \| \| \| \| \| \| \| \| \| \| \| \| \| \| \| \| \| \| \| \| \| \| \| \| \| \| \| \| \| \| \| \| \| \| \| \| \| \| \| \| \| \| \| \| \| \| \| Alonso Álvarez de Toledo, xv conde de Niebla (1850-1897) \| Alonso Álvarez de Toledo, xv conde de Niebla (1850-1897) \| Alonso Álvarez de Toledo, xv conde de Niebla (1850-1897) \| Alonso Álvarez de Toledo, xv conde de Niebla (1850-1897) \| Alonso Álvarez de Toledo, xv conde de Niebla (1850-1897) \| Alonso Álvarez de Toledo, xv conde de Niebla (1850-1897) \| \| \| Joaquín Álvarez de Toledo, xix duque de Medina Sidonia, xv marqués de Villafranca (1865-1915) \| Joaquín Álvarez de Toledo, xix duque de Medina Sidonia, xv marqués de Villafranca (1865-1915) \| Joaquín Álvarez de Toledo, xix duque de Medina Sidonia, xv marqués de Villafranca (1865-1915) \| Joaquín Álvarez de Toledo, xix duque de Medina Sidonia, xv marqués de Villafranca (1865-1915) \| Joaquín Álvarez de Toledo, xix duque de Medina Sidonia, xv marqués de Villafranca (1865-1915) \| Joaquín Álvarez de Toledo, xix duque de Medina Sidonia, xv marqués de Villafranca (1865-1915) \| \| \| \| \| \| \| \| \| \| \| \| \| \| \| \| \| \| \| \| \| \| \| \| \| \| \| \| \| \| \| \| \| \| \| \| \| \| \| \| \| \| \| \| \| \| \| \| \| \| \| \| \| \| \| \| Joaquín Álvarez de Toledo, xx duque de Medina Sidonia, xvi marqués de Villafranca (1894-1955) \| \| \| \| \| \| \| \| \| \| \| \| \| \| \| \| \| \| \| \| \| \| \| \| \| \| \| \| \| \| \| \| \| \| \| \| \| \| \| \| \| \| \| \| \| \| \| \| \| \| \| \| \| \| \| \| \| \| \| \| \| \| \| \| \| \| \| \| \| \| \| \| \| \| \| \| \| \| \| \| \| \| \| \| \| \| \| \| \| \| \| \| \| \| \| \| \| \| \| \| \| \| \| \| \| \| \| \| \| \| \| \| \| \| \| \| \| \| \| \| \| \| Luisa Isabel Álvarez de Toledo, xxi duquesa de Medina Sidonia, xvii marquesa de Villafranca (1936-2008) \| \| \| \| \| \| \| \| \| \| \| \| \| \| \| \| \| \| \| \| \| \| \| \| \| \| \| \| \| \| \| \| \| \| \| \| \| \| \| \| \| \| \| \| \| \| \| \| \| \| \| \| \| \| \| \| \| \| \| \| \| \| \| \| \| \| \| \| \| \| \| \| \| \| \| \| \| \| \| \| \| \| \| \| \| \| \| \| \| \| \| \| \| \| \| \| \| \| \| \| \| \| \| \| \| \| \| \| \| \| \| \| \| \| \| \| \| \| \| \| \| \| Leoncio Alonso González de Gregorio, xxii duque de Medina Sidonia, xviii marqués de Villafranca (n. 1956) \| \| \| \| \| \| \| \| \| \| \| \| \| \| \| \| \| \| \| \| \| \| \| \| \| \| \| \| \| \| \| \| \| \| \| \| \| \| \| \| \| \| \| \| \| \| \| \| \| \| \| \| \| \| \| \| \| \| \| \| \| \| \| \| \| \| \| \| \| \| \| \| \| \| \| \| \| \| \| \| \| \| \| \| \| \| \| \| \| \| \| \| \| \| \| \| \| \| \| \| \| \| \| \| \| \| \| \| \| \| \| \| \| \| \| \| \| \| \| \| \| \| Alonso González de Gregorio, xvi duque de Fernandina (n. 1983) \| \| \| \| \| \| \| \| \| \| \| \| \| \| \| \| |  |  |  |  |  |  |  |                                                                 |                                                                 |                                                                 |                                                                 |                                                                 |                                                                 |                                             |                                             |                                                   |                                                 |                                                 |                                                 |                                                                              |                                                                              |                                                                              |                                                                              |                                                                              |                                                                              |                                                       |                                                       |                                                                              |                                                                              |                                                                              |                                                                              |                                                                              |                                                                              |                                                     |                                                     |                                                                                               |                                                                               |                                                                               |                                                                               |                                                                               |                                                                               |                                     |  | |                                                                                               |                                                                                               |                                                                                               |                                                                                               |                                                                                               |  |  |  |  |  |  |  |  |  |  |
| |  |  |  |  |  |  |  |                                                                 |                                                                 |                                                                 |                                                                 |                                                                 |                                                                 |                                             |                                             | Rodrigo Álvarez Osorio, señor de Cabrera y Ribera |                                                 |                                                 |                                                 |                                                                              |                                                                              |                                                                              |                                                                              |                                                                              |                                                                              |                                                       |                                                       |                                                                              |                                                                              |                                                                              |                                                                              |                                                                              |                                                                              |                                                     |                                                     |                                                                                               |                                                                               |                                                                               |                                                                               |                                                                               |                                                                               |                                     |  | |                                                                                               |                                                                                               |                                                                                               |                                                                                               |                                                                                               |  |  |  |  |  |  |  |  |  |  |
| |  |  |  |  |  |  |  |                                                                 |                                                                 |                                                                 |                                                                 |                                                                 |                                                                 |                                             |                                             |                                                   |                                                 |                                                 |                                                 |                                                                              |                                                                              |                                                                              |                                                                              |                                                                              |                                                                              |                                                       |                                                       |                                                                              |                                                                              |                                                                              |                                                                              |                                                                              |                                                                              |                                                     |                                                     |                                                                                               |                                                                               |                                                                               |                                                                               |                                                                               |                                                                               |                                     |  | |                                                                                               |                                                                                               |                                                                                               |                                                                                               |                                                                                               |  |  |  |  |  |  |  |  |  |  |
| |  |  |  |  |  |  |  | Beatriz de Castro, señora de Lemos y de Villafranca (1398-1455) | Beatriz de Castro, señora de Lemos y de Villafranca (1398-1455) | Beatriz de Castro, señora de Lemos y de Villafranca (1398-1455) | Beatriz de Castro, señora de Lemos y de Villafranca (1398-1455) | Beatriz de Castro, señora de Lemos y de Villafranca (1398-1455) | Beatriz de Castro, señora de Lemos y de Villafranca (1398-1455) |                                             |                                             | Pedro Álvarez Osorio, i conde de Lemos († 1482)   | Pedro Álvarez Osorio, i conde de Lemos († 1482) | Pedro Álvarez Osorio, i conde de Lemos († 1482) | Pedro Álvarez Osorio, i conde de Lemos († 1482) | Pedro Álvarez Osorio, i conde de Lemos († 1482)                              | Pedro Álvarez Osorio, i conde de Lemos († 1482)                              |                                                                              |                                                                              | María de Bazán, condesa de Lemos                                             | María de Bazán, condesa de Lemos                                             | María de Bazán, condesa de Lemos                      | María de Bazán, condesa de Lemos                      | María de Bazán, condesa de Lemos                                             | María de Bazán, condesa de Lemos                                             |                                                                              |                                                                              |                                                                              |                                                                              |                                                     |                                                     |                                                                                               |                                                                               |                                                                               |                                                                               |                                                                               |                                                                               |                                     |  | |                                                                                               |                                                                                               |                                                                                               |                                                                                               |                                                                                               |  |  |  |  |  |  |  |  |  |  |
| |  |  |  |  |  |  |  | Beatriz de Castro, señora de Lemos y de Villafranca (1398-1455) | Beatriz de Castro, señora de Lemos y de Villafranca (1398-1455) | Beatriz de Castro, señora de Lemos y de Villafranca (1398-1455) | Beatriz de Castro, señora de Lemos y de Villafranca (1398-1455) | Beatriz de Castro, señora de Lemos y de Villafranca (1398-1455) | Beatriz de Castro, señora de Lemos y de Villafranca (1398-1455) |                                             |                                             | Pedro Álvarez Osorio, i conde de Lemos († 1482)   | Pedro Álvarez Osorio, i conde de Lemos († 1482) | Pedro Álvarez Osorio, i conde de Lemos († 1482) | Pedro Álvarez Osorio, i conde de Lemos († 1482) | Pedro Álvarez Osorio, i conde de Lemos († 1482)                              | Pedro Álvarez Osorio, i conde de Lemos († 1482)                              |                                                                              |                                                                              | María de Bazán, condesa de Lemos                                             | María de Bazán, condesa de Lemos                                             | María de Bazán, condesa de Lemos                      | María de Bazán, condesa de Lemos                      | María de Bazán, condesa de Lemos                                             | María de Bazán, condesa de Lemos                                             |                                                                              |                                                                              |                                                                              |                                                                              |                                                     |                                                     |                                                                                               |                                                                               |                                                                               |                                                                               |                                                                               |                                                                               |                                     |  | |                                                                                               |                                                                                               |                                                                                               |                                                                                               |                                                                                               |  |  |  |  |  |  |  |  |  |  |
| |  |  |  |  |  |  |  |                                                                 |                                                                 |                                                                 |                                                                 |                                                                 |                                                                 |                                             |                                             |                                                   |                                                 |                                                 |                                                 |                                                                              |                                                                              |                                                                              |                                                                              |                                                                              |                                                                              |                                                       |                                                       |                                                                              |                                                                              |                                                                              |                                                                              |                                                                              |                                                                              |                                                     |                                                     |                                                                                               |                                                                               |                                                                               |                                                                               |                                                                               |                                                                               |                                     |  | |                                                                                               |                                                                                               |                                                                                               |                                                                                               |                                                                                               |  |  |  |  |  |  |  |  |  |  |
| |  |  |  |  |  |  |  |                                                                 |                                                                 |                                                                 |                                                                 | Alonso Osorio († 1467)                                          | Alonso Osorio († 1467)                                          | Alonso Osorio († 1467)                      | Alonso Osorio († 1467)                      | Alonso Osorio († 1467)                            | Alonso Osorio († 1467)                          |                                                 |                                                 | Juana Osorio, i marquesa de Villafranca (1470-1491)                          | Juana Osorio, i marquesa de Villafranca (1470-1491)                          | Juana Osorio, i marquesa de Villafranca (1470-1491)                          | Juana Osorio, i marquesa de Villafranca (1470-1491)                          | Juana Osorio, i marquesa de Villafranca (1470-1491)                          | Juana Osorio, i marquesa de Villafranca (1470-1491)                          |                                                       |                                                       | Luis Pimentel, i marqués de Villafranca (1467-1497)                          | Luis Pimentel, i marqués de Villafranca (1467-1497)                          | Luis Pimentel, i marqués de Villafranca (1467-1497)                          | Luis Pimentel, i marqués de Villafranca (1467-1497)                          | Luis Pimentel, i marqués de Villafranca (1467-1497)                          | Luis Pimentel, i marqués de Villafranca (1467-1497)                          |                                                     |                                                     |                                                                                               |                                                                               |                                                                               |                                                                               |                                                                               |                                                                               |                                     |  | |                                                                                               |                                                                                               |                                                                                               |                                                                                               |                                                                                               |  |  |  |  |  |  |  |  |  |  |
| |  |  |  |  |  |  |  |                                                                 |                                                                 |                                                                 |                                                                 | Alonso Osorio († 1467)                                          | Alonso Osorio († 1467)                                          | Alonso Osorio († 1467)                      | Alonso Osorio († 1467)                      | Alonso Osorio († 1467)                            | Alonso Osorio († 1467)                          |                                                 |                                                 | Juana Osorio, i marquesa de Villafranca (1470-1491)                          | Juana Osorio, i marquesa de Villafranca (1470-1491)                          | Juana Osorio, i marquesa de Villafranca (1470-1491)                          | Juana Osorio, i marquesa de Villafranca (1470-1491)                          | Juana Osorio, i marquesa de Villafranca (1470-1491)                          | Juana Osorio, i marquesa de Villafranca (1470-1491)                          |                                                       |                                                       | Luis Pimentel, i marqués de Villafranca (1467-1497)                          | Luis Pimentel, i marqués de Villafranca (1467-1497)                          | Luis Pimentel, i marqués de Villafranca (1467-1497)                          | Luis Pimentel, i marqués de Villafranca (1467-1497)                          | Luis Pimentel, i marqués de Villafranca (1467-1497)                          | Luis Pimentel, i marqués de Villafranca (1467-1497)                          |                                                     |                                                     |                                                                                               |                                                                               |                                                                               |                                                                               |                                                                               |                                                                               |                                     |  | |                                                                                               |                                                                                               |                                                                                               |                                                                                               |                                                                                               |  |  |  |  |  |  |  |  |  |  |
| |  |  |  |  |  |  |  |                                                                 |                                                                 |                                                                 |                                                                 |                                                                 |                                                                 |                                             |                                             |                                                   |                                                 |                                                 |                                                 |                                                                              |                                                                              |                                                                              |                                                                              |                                                                              |                                                                              |                                                       |                                                       |                                                                              |                                                                              |                                                                              |                                                                              |                                                                              |                                                                              |                                                     |                                                     |                                                                                               |                                                                               |                                                                               |                                                                               |                                                                               |                                                                               |                                     |  | |                                                                                               |                                                                                               |                                                                                               |                                                                                               |                                                                                               |  |  |  |  |  |  |  |  |  |  |
| |  |  |  |  |  |  |  |                                                                 |                                                                 |                                                                 |                                                                 | Rodrigo de Castro Osorio, ii conde de Lemos                     | Rodrigo de Castro Osorio, ii conde de Lemos                     | Rodrigo de Castro Osorio, ii conde de Lemos | Rodrigo de Castro Osorio, ii conde de Lemos | Rodrigo de Castro Osorio, ii conde de Lemos       | Rodrigo de Castro Osorio, ii conde de Lemos     |                                                 |                                                 |                                                                              |                                                                              |                                                                              |                                                                              | María Osorio, ii marquesa de Villafranca, (1490-1539)                        | María Osorio, ii marquesa de Villafranca, (1490-1539)                        | María Osorio, ii marquesa de Villafranca, (1490-1539) | María Osorio, ii marquesa de Villafranca, (1490-1539) | María Osorio, ii marquesa de Villafranca, (1490-1539)                        | María Osorio, ii marquesa de Villafranca, (1490-1539)                        |                                                                              |                                                                              | Pedro de Toledo, marqués de Villafranca (1484-1553)                          | Pedro de Toledo, marqués de Villafranca (1484-1553)                          | Pedro de Toledo, marqués de Villafranca (1484-1553) | Pedro de Toledo, marqués de Villafranca (1484-1553) | Pedro de Toledo, marqués de Villafranca (1484-1553)                                           | Pedro de Toledo, marqués de Villafranca (1484-1553)                           |                                                                               |                                                                               |                                                                               |                                                                               |                                     |  | |                                                                                               |                                                                                               |                                                                                               |                                                                                               |                                                                                               |  |  |  |  |  |  |  |  |  |  |
| |  |  |  |  |  |  |  |                                                                 |                                                                 |                                                                 |                                                                 | Rodrigo de Castro Osorio, ii conde de Lemos                     | Rodrigo de Castro Osorio, ii conde de Lemos                     | Rodrigo de Castro Osorio, ii conde de Lemos | Rodrigo de Castro Osorio, ii conde de Lemos | Rodrigo de Castro Osorio, ii conde de Lemos       | Rodrigo de Castro Osorio, ii conde de Lemos     |                                                 |                                                 |                                                                              |                                                                              |                                                                              |                                                                              | María Osorio, ii marquesa de Villafranca, (1490-1539)                        | María Osorio, ii marquesa de Villafranca, (1490-1539)                        | María Osorio, ii marquesa de Villafranca, (1490-1539) | María Osorio, ii marquesa de Villafranca, (1490-1539) | María Osorio, ii marquesa de Villafranca, (1490-1539)                        | María Osorio, ii marquesa de Villafranca, (1490-1539)                        |                                                                              |                                                                              | Pedro de Toledo, marqués de Villafranca (1484-1553)                          | Pedro de Toledo, marqués de Villafranca (1484-1553)                          | Pedro de Toledo, marqués de Villafranca (1484-1553) | Pedro de Toledo, marqués de Villafranca (1484-1553) | Pedro de Toledo, marqués de Villafranca (1484-1553)                                           | Pedro de Toledo, marqués de Villafranca (1484-1553)                           |                                                                               |                                                                               |                                                                               |                                                                               |                                     |  | |                                                                                               |                                                                                               |                                                                                               |                                                                                               |                                                                                               |  |  |  |  |  |  |  |  |  |  |
| |  |  |  |  |  |  |  |                                                                 |                                                                 |                                                                 |                                                                 | Con sucesión en la casa de Lemos.                               |                                                                 |                                             |                                             |                                                   |                                                 |                                                 |                                                 |                                                                              |                                                                              |                                                                              |                                                                              |                                                                              |                                                                              |                                                       |                                                       |                                                                              |                                                                              |                                                                              |                                                                              |                                                                              |                                                                              |                                                     |                                                     |                                                                                               |                                                                               |                                                                               |                                                                               |                                                                               |                                                                               |                                     |  | |                                                                                               |                                                                                               |                                                                                               |                                                                                               |                                                                                               |  |  |  |  |  |  |  |  |  |  |
| |  |  |  |  |  |  |  |                                                                 |                                                                 |                                                                 |                                                                 |                                                                 |                                                                 |                                             |                                             |                                                   |                                                 |                                                 |                                                 |                                                                              |                                                                              |                                                                              |                                                                              |                                                                              |                                                                              |                                                       |                                                       |                                                                              |                                                                              |                                                                              |                                                                              |                                                                              |                                                                              |                                                     |                                                     |                                                                                               |                                                                               |                                                                               |                                                                               |                                                                               |                                                                               |                                     |  | |                                                                                               |                                                                                               |                                                                                               |                                                                                               |                                                                                               |  |  |  |  |  |  |  |  |  |  |
| |  |  |  |  |  |  |  |                                                                 |                                                                 |                                                                 |                                                                 |                                                                 |                                                                 |                                             |                                             |                                                   |                                                 |                                                 |                                                 | Fadrique de Toledo Osorio, iii marqués de Villafranca (1510-1569)            | Fadrique de Toledo Osorio, iii marqués de Villafranca (1510-1569)            | Fadrique de Toledo Osorio, iii marqués de Villafranca (1510-1569)            | Fadrique de Toledo Osorio, iii marqués de Villafranca (1510-1569)            | Fadrique de Toledo Osorio, iii marqués de Villafranca (1510-1569)            | Fadrique de Toledo Osorio, iii marqués de Villafranca (1510-1569)            |                                                       |                                                       | García de Toledo Osorio, iv marqués de Villafranca (1514-1577)               | García de Toledo Osorio, iv marqués de Villafranca (1514-1577)               | García de Toledo Osorio, iv marqués de Villafranca (1514-1577)               | García de Toledo Osorio, iv marqués de Villafranca (1514-1577)               | García de Toledo Osorio, iv marqués de Villafranca (1514-1577)               | García de Toledo Osorio, iv marqués de Villafranca (1514-1577)               |                                                     |                                                     | Leonor de Toledo, duquesa de Florencia (1522-1562))                                           | Leonor de Toledo, duquesa de Florencia (1522-1562))                           | Leonor de Toledo, duquesa de Florencia (1522-1562))                           | Leonor de Toledo, duquesa de Florencia (1522-1562))                           | Leonor de Toledo, duquesa de Florencia (1522-1562))                           | Leonor de Toledo, duquesa de Florencia (1522-1562))                           |                                     |  | |                                                                                               |                                                                                               |                                                                                               |                                                                                               |                                                                                               |  |  |  |  |  |  |  |  |  |  |
| |  |  |  |  |  |  |  |                                                                 |                                                                 |                                                                 |                                                                 |                                                                 |                                                                 |                                             |                                             |                                                   |                                                 |                                                 |                                                 | Fadrique de Toledo Osorio, iii marqués de Villafranca (1510-1569)            | Fadrique de Toledo Osorio, iii marqués de Villafranca (1510-1569)            | Fadrique de Toledo Osorio, iii marqués de Villafranca (1510-1569)            | Fadrique de Toledo Osorio, iii marqués de Villafranca (1510-1569)            | Fadrique de Toledo Osorio, iii marqués de Villafranca (1510-1569)            | Fadrique de Toledo Osorio, iii marqués de Villafranca (1510-1569)            |                                                       |                                                       | García de Toledo Osorio, iv marqués de Villafranca (1514-1577)               | García de Toledo Osorio, iv marqués de Villafranca (1514-1577)               | García de Toledo Osorio, iv marqués de Villafranca (1514-1577)               | García de Toledo Osorio, iv marqués de Villafranca (1514-1577)               | García de Toledo Osorio, iv marqués de Villafranca (1514-1577)               | García de Toledo Osorio, iv marqués de Villafranca (1514-1577)               |                                                     |                                                     | Leonor de Toledo, duquesa de Florencia (1522-1562))                                           | Leonor de Toledo, duquesa de Florencia (1522-1562))                           | Leonor de Toledo, duquesa de Florencia (1522-1562))                           | Leonor de Toledo, duquesa de Florencia (1522-1562))                           | Leonor de Toledo, duquesa de Florencia (1522-1562))                           | Leonor de Toledo, duquesa de Florencia (1522-1562))                           | Con sucesión en la casa de Médicis. |  | |                                                                                               |                                                                                               |                                                                                               |                                                                                               |                                                                                               |  |  |  |  |  |  |  |  |  |  |
| |  |  |  |  |  |  |  |                                                                 |                                                                 |                                                                 |                                                                 |                                                                 |                                                                 |                                             |                                             |                                                   |                                                 |                                                 |                                                 |                                                                              |                                                                              |                                                                              |                                                                              |                                                                              |                                                                              |                                                       |                                                       | Pedro de Toledo Osorio, v marqués de Villafranca (1546-1627)                 |                                                                              |                                                                              |                                                                              |                                                                              |                                                                              |                                                     |                                                     |                                                                                               |                                                                               |                                                                               |                                                                               |                                                                               |                                                                               |                                     |  | |                                                                                               |                                                                                               |                                                                                               |                                                                                               |                                                                                               |  |  |  |  |  |  |  |  |  |  |
| |  |  |  |  |  |  |  |                                                                 |                                                                 |                                                                 |                                                                 |                                                                 |                                                                 |                                             |                                             |                                                   |                                                 |                                                 |                                                 |                                                                              |                                                                              |                                                                              |                                                                              |                                                                              |                                                                              |                                                       |                                                       |                                                                              |                                                                              |                                                                              |                                                                              |                                                                              |                                                                              |                                                     |                                                     |                                                                                               |                                                                               |                                                                               |                                                                               |                                                                               |                                                                               |                                     |  | |                                                                                               |                                                                                               |                                                                                               |                                                                                               |                                                                                               |  |  |  |  |  |  |  |  |  |  |
| |  |  |  |  |  |  |  |                                                                 |                                                                 |                                                                 |                                                                 |                                                                 |                                                                 |                                             |                                             |                                                   |                                                 |                                                 |                                                 |                                                                              |                                                                              |                                                                              |                                                                              |                                                                              |                                                                              |                                                       |                                                       |                                                                              |                                                                              |                                                                              |                                                                              |                                                                              |                                                                              |                                                     |                                                     |                                                                                               |                                                                               |                                                                               |                                                                               |                                                                               |                                                                               |                                     |  | |                                                                                               |                                                                                               |                                                                                               |                                                                                               |                                                                                               |  |  |  |  |  |  |  |  |  |  |
| |  |  |  |  |  |  |  |                                                                 |                                                                 |                                                                 |                                                                 |                                                                 |                                                                 |                                             |                                             |                                                   |                                                 |                                                 |                                                 | García de Toledo Osorio, vi marqués de Villafranca (1579-1649)               | García de Toledo Osorio, vi marqués de Villafranca (1579-1649)               | García de Toledo Osorio, vi marqués de Villafranca (1579-1649)               | García de Toledo Osorio, vi marqués de Villafranca (1579-1649)               | García de Toledo Osorio, vi marqués de Villafranca (1579-1649)               | García de Toledo Osorio, vi marqués de Villafranca (1579-1649)               |                                                       |                                                       | Fadrique de Toledo Osorio, i marqués de Valdueza (1580-1634)                 | Fadrique de Toledo Osorio, i marqués de Valdueza (1580-1634)                 | Fadrique de Toledo Osorio, i marqués de Valdueza (1580-1634)                 | Fadrique de Toledo Osorio, i marqués de Valdueza (1580-1634)                 | Fadrique de Toledo Osorio, i marqués de Valdueza (1580-1634)                 | Fadrique de Toledo Osorio, i marqués de Valdueza (1580-1634)                 |                                                     |                                                     |                                                                                               |                                                                               |                                                                               |                                                                               |                                                                               |                                                                               |                                     |  | |                                                                                               |                                                                                               |                                                                                               |                                                                                               |                                                                                               |  |  |  |  |  |  |  |  |  |  |
| |  |  |  |  |  |  |  |                                                                 |                                                                 |                                                                 |                                                                 |                                                                 |                                                                 |                                             |                                             |                                                   |                                                 |                                                 |                                                 | García de Toledo Osorio, vi marqués de Villafranca (1579-1649)               | García de Toledo Osorio, vi marqués de Villafranca (1579-1649)               | García de Toledo Osorio, vi marqués de Villafranca (1579-1649)               | García de Toledo Osorio, vi marqués de Villafranca (1579-1649)               | García de Toledo Osorio, vi marqués de Villafranca (1579-1649)               | García de Toledo Osorio, vi marqués de Villafranca (1579-1649)               |                                                       |                                                       | Fadrique de Toledo Osorio, i marqués de Valdueza (1580-1634)                 | Fadrique de Toledo Osorio, i marqués de Valdueza (1580-1634)                 | Fadrique de Toledo Osorio, i marqués de Valdueza (1580-1634)                 | Fadrique de Toledo Osorio, i marqués de Valdueza (1580-1634)                 | Fadrique de Toledo Osorio, i marqués de Valdueza (1580-1634)                 | Fadrique de Toledo Osorio, i marqués de Valdueza (1580-1634)                 |                                                     |                                                     |                                                                                               |                                                                               |                                                                               |                                                                               |                                                                               |                                                                               |                                     |  | |                                                                                               |                                                                                               |                                                                                               |                                                                                               |                                                                                               |  |  |  |  |  |  |  |  |  |  |
| |  |  |  |  |  |  |  |                                                                 |                                                                 |                                                                 |                                                                 |                                                                 |                                                                 |                                             |                                             |                                                   |                                                 |                                                 |                                                 |                                                                              |                                                                              |                                                                              |                                                                              |                                                                              |                                                                              |                                                       |                                                       | Fadrique de Toledo Osorio, vii marqués de Villafranca (1635-1705)            |                                                                              |                                                                              |                                                                              |                                                                              |                                                                              |                                                     |                                                     |                                                                                               |                                                                               |                                                                               |                                                                               |                                                                               |                                                                               |                                     |  | |                                                                                               |                                                                                               |                                                                                               |                                                                                               |                                                                                               |  |  |  |  |  |  |  |  |  |  |
| |  |  |  |  |  |  |  |                                                                 |                                                                 |                                                                 |                                                                 |                                                                 |                                                                 |                                             |                                             |                                                   |                                                 |                                                 |                                                 |                                                                              |                                                                              |                                                                              |                                                                              |                                                                              |                                                                              |                                                       |                                                       |                                                                              |                                                                              |                                                                              |                                                                              |                                                                              |                                                                              |                                                     |                                                     |                                                                                               |                                                                               |                                                                               |                                                                               |                                                                               |                                                                               |                                     |  | |                                                                                               |                                                                                               |                                                                                               |                                                                                               |                                                                                               |  |  |  |  |  |  |  |  |  |  |
| |  |  |  |  |  |  |  |                                                                 |                                                                 |                                                                 |                                                                 |                                                                 |                                                                 |                                             |                                             |                                                   |                                                 |                                                 |                                                 |                                                                              |                                                                              |                                                                              |                                                                              |                                                                              |                                                                              |                                                       |                                                       | José Fadrique de Toledo Osorio, viii marqués de Villafranca (1658-1728)      |                                                                              |                                                                              |                                                                              |                                                                              |                                                                              |                                                     |                                                     |                                                                                               |                                                                               |                                                                               |                                                                               |                                                                               |                                                                               |                                     |  | |                                                                                               |                                                                                               |                                                                                               |                                                                                               |                                                                                               |  |  |  |  |  |  |  |  |  |  |
| |  |  |  |  |  |  |  |                                                                 |                                                                 |                                                                 |                                                                 |                                                                 |                                                                 |                                             |                                             |                                                   |                                                 |                                                 |                                                 |                                                                              |                                                                              |                                                                              |                                                                              |                                                                              |                                                                              |                                                       |                                                       |                                                                              |                                                                              |                                                                              |                                                                              |                                                                              |                                                                              |                                                     |                                                     |                                                                                               |                                                                               |                                                                               |                                                                               |                                                                               |                                                                               |                                     |  | |                                                                                               |                                                                                               |                                                                                               |                                                                                               |                                                                                               |  |  |  |  |  |  |  |  |  |  |
| |  |  |  |  |  |  |  |                                                                 |                                                                 |                                                                 |                                                                 |                                                                 |                                                                 |                                             |                                             |                                                   |                                                 |                                                 |                                                 |                                                                              |                                                                              |                                                                              |                                                                              |                                                                              |                                                                              |                                                       |                                                       | Fadrique Vicente de Toledo Osorio, ix marqués de Villafranca (1686-1753)     |                                                                              |                                                                              |                                                                              |                                                                              |                                                                              |                                                     |                                                     |                                                                                               |                                                                               |                                                                               |                                                                               |                                                                               |                                                                               |                                     |  | |                                                                                               |                                                                                               |                                                                                               |                                                                                               |                                                                                               |  |  |  |  |  |  |  |  |  |  |
| |  |  |  |  |  |  |  |                                                                 |                                                                 |                                                                 |                                                                 |                                                                 |                                                                 |                                             |                                             |                                                   |                                                 |                                                 |                                                 |                                                                              |                                                                              |                                                                              |                                                                              |                                                                              |                                                                              |                                                       |                                                       |                                                                              |                                                                              |                                                                              |                                                                              |                                                                              |                                                                              |                                                     |                                                     |                                                                                               |                                                                               |                                                                               |                                                                               |                                                                               |                                                                               |                                     |  | |                                                                                               |                                                                                               |                                                                                               |                                                                                               |                                                                                               |  |  |  |  |  |  |  |  |  |  |
| |  |  |  |  |  |  |  |                                                                 |                                                                 |                                                                 |                                                                 |                                                                 |                                                                 |                                             |                                             |                                                   |                                                 |                                                 |                                                 |                                                                              |                                                                              |                                                                              |                                                                              |                                                                              |                                                                              |                                                       |                                                       | Antonio Álvarez de Toledo Osorio, x marqués de Villafranca (1716-1773)       |                                                                              |                                                                              |                                                                              |                                                                              |                                                                              |                                                     |                                                     |                                                                                               |                                                                               |                                                                               |                                                                               |                                                                               |                                                                               |                                     |  | |                                                                                               |                                                                                               |                                                                                               |                                                                                               |                                                                                               |  |  |  |  |  |  |  |  |  |  |
| |  |  |  |  |  |  |  |                                                                 |                                                                 |                                                                 |                                                                 |                                                                 |                                                                 |                                             |                                             |                                                   |                                                 |                                                 |                                                 |                                                                              |                                                                              |                                                                              |                                                                              |                                                                              |                                                                              |                                                       |                                                       |                                                                              |                                                                              |                                                                              |                                                                              |                                                                              |                                                                              |                                                     |                                                     |                                                                                               |                                                                               |                                                                               |                                                                               |                                                                               |                                                                               |                                     |  | |                                                                                               |                                                                                               |                                                                                               |                                                                                               |                                                                                               |  |  |  |  |  |  |  |  |  |  |
| |  |  |  |  |  |  |  |                                                                 |                                                                 |                                                                 |                                                                 |                                                                 |                                                                 |                                             |                                             |                                                   |                                                 |                                                 |                                                 |                                                                              |                                                                              |                                                                              |                                                                              |                                                                              |                                                                              |                                                       |                                                       |                                                                              |                                                                              |                                                                              |                                                                              |                                                                              |                                                                              |                                                     |                                                     |                                                                                               |                                                                               |                                                                               |                                                                               |                                                                               |                                                                               |                                     |  | |                                                                                               |                                                                                               |                                                                                               |                                                                                               |                                                                                               |  |  |  |  |  |  |  |  |  |  |
| |  |  |  |  |  |  |  |                                                                 |                                                                 |                                                                 |                                                                 |                                                                 |                                                                 |                                             |                                             |                                                   |                                                 |                                                 |                                                 | José Álvarez de Toledo, duque de Alba, xi marqués de Villafranca (1756-1796) | José Álvarez de Toledo, duque de Alba, xi marqués de Villafranca (1756-1796) | José Álvarez de Toledo, duque de Alba, xi marqués de Villafranca (1756-1796) | José Álvarez de Toledo, duque de Alba, xi marqués de Villafranca (1756-1796) | José Álvarez de Toledo, duque de Alba, xi marqués de Villafranca (1756-1796) | José Álvarez de Toledo, duque de Alba, xi marqués de Villafranca (1756-1796) |                                                       |                                                       | Francisco de Borja Álvarez de Toledo, xii marqués de Villafranca (1763-1821) | Francisco de Borja Álvarez de Toledo, xii marqués de Villafranca (1763-1821) | Francisco de Borja Álvarez de Toledo, xii marqués de Villafranca (1763-1821) | Francisco de Borja Álvarez de Toledo, xii marqués de Villafranca (1763-1821) | Francisco de Borja Álvarez de Toledo, xii marqués de Villafranca (1763-1821) | Francisco de Borja Álvarez de Toledo, xii marqués de Villafranca (1763-1821) |                                                     |                                                     |                                                                                               |                                                                               |                                                                               |                                                                               |                                                                               |                                                                               |                                     |  | |                                                                                               |                                                                                               |                                                                                               |                                                                                               |                                                                                               |  |  |  |  |  |  |  |  |  |  |
| |  |  |  |  |  |  |  |                                                                 |                                                                 |                                                                 |                                                                 |                                                                 |                                                                 |                                             |                                             |                                                   |                                                 |                                                 |                                                 | José Álvarez de Toledo, duque de Alba, xi marqués de Villafranca (1756-1796) | José Álvarez de Toledo, duque de Alba, xi marqués de Villafranca (1756-1796) | José Álvarez de Toledo, duque de Alba, xi marqués de Villafranca (1756-1796) | José Álvarez de Toledo, duque de Alba, xi marqués de Villafranca (1756-1796) | José Álvarez de Toledo, duque de Alba, xi marqués de Villafranca (1756-1796) | José Álvarez de Toledo, duque de Alba, xi marqués de Villafranca (1756-1796) |                                                       |                                                       | Francisco de Borja Álvarez de Toledo, xii marqués de Villafranca (1763-1821) | Francisco de Borja Álvarez de Toledo, xii marqués de Villafranca (1763-1821) | Francisco de Borja Álvarez de Toledo, xii marqués de Villafranca (1763-1821) | Francisco de Borja Álvarez de Toledo, xii marqués de Villafranca (1763-1821) | Francisco de Borja Álvarez de Toledo, xii marqués de Villafranca (1763-1821) | Francisco de Borja Álvarez de Toledo, xii marqués de Villafranca (1763-1821) |                                                     |                                                     |                                                                                               |                                                                               |                                                                               |                                                                               |                                                                               |                                                                               |                                     |  | |                                                                                               |                                                                                               |                                                                                               |                                                                                               |                                                                                               |  |  |  |  |  |  |  |  |  |  |
| |  |  |  |  |  |  |  |                                                                 |                                                                 |                                                                 |                                                                 |                                                                 |                                                                 |                                             |                                             |                                                   |                                                 |                                                 |                                                 |                                                                              |                                                                              |                                                                              |                                                                              |                                                                              |                                                                              |                                                       |                                                       |                                                                              |                                                                              |                                                                              |                                                                              |                                                                              |                                                                              |                                                     |                                                     |                                                                                               |                                                                               |                                                                               |                                                                               |                                                                               |                                                                               |                                     |  | |                                                                                               |                                                                                               |                                                                                               |                                                                                               |                                                                                               |  |  |  |  |  |  |  |  |  |  |
| |  |  |  |  |  |  |  |                                                                 |                                                                 |                                                                 |                                                                 |                                                                 |                                                                 |                                             |                                             |                                                   |                                                 |                                                 |                                                 |                                                                              |                                                                              |                                                                              |                                                                              |                                                                              |                                                                              |                                                       |                                                       | Francisco Álvarez de Toledo, x duque de Fernandina (1799-1816)               | Francisco Álvarez de Toledo, x duque de Fernandina (1799-1816)               | Francisco Álvarez de Toledo, x duque de Fernandina (1799-1816)               | Francisco Álvarez de Toledo, x duque de Fernandina (1799-1816)               | Francisco Álvarez de Toledo, x duque de Fernandina (1799-1816)               | Francisco Álvarez de Toledo, x duque de Fernandina (1799-1816)               |                                                     |                                                     | Pedro de Alcántara Álvarez de Toledo, xiii marqués de Villafranca (1803–1867)                 | Pedro de Alcántara Álvarez de Toledo, xiii marqués de Villafranca (1803–1867) | Pedro de Alcántara Álvarez de Toledo, xiii marqués de Villafranca (1803–1867) | Pedro de Alcántara Álvarez de Toledo, xiii marqués de Villafranca (1803–1867) | Pedro de Alcántara Álvarez de Toledo, xiii marqués de Villafranca (1803–1867) | Pedro de Alcántara Álvarez de Toledo, xiii marqués de Villafranca (1803–1867) |                                     |  | |                                                                                               |                                                                                               |                                                                                               |                                                                                               |                                                                                               |  |  |  |  |  |  |  |  |  |  |
| |  |  |  |  |  |  |  |                                                                 |                                                                 |                                                                 |                                                                 |                                                                 |                                                                 |                                             |                                             |                                                   |                                                 |                                                 |                                                 |                                                                              |                                                                              |                                                                              |                                                                              |                                                                              |                                                                              |                                                       |                                                       | Francisco Álvarez de Toledo, x duque de Fernandina (1799-1816)               | Francisco Álvarez de Toledo, x duque de Fernandina (1799-1816)               | Francisco Álvarez de Toledo, x duque de Fernandina (1799-1816)               | Francisco Álvarez de Toledo, x duque de Fernandina (1799-1816)               | Francisco Álvarez de Toledo, x duque de Fernandina (1799-1816)               | Francisco Álvarez de Toledo, x duque de Fernandina (1799-1816)               |                                                     |                                                     | Pedro de Alcántara Álvarez de Toledo, xiii marqués de Villafranca (1803–1867)                 | Pedro de Alcántara Álvarez de Toledo, xiii marqués de Villafranca (1803–1867) | Pedro de Alcántara Álvarez de Toledo, xiii marqués de Villafranca (1803–1867) | Pedro de Alcántara Álvarez de Toledo, xiii marqués de Villafranca (1803–1867) | Pedro de Alcántara Álvarez de Toledo, xiii marqués de Villafranca (1803–1867) | Pedro de Alcántara Álvarez de Toledo, xiii marqués de Villafranca (1803–1867) |                                     |  | |                                                                                               |                                                                                               |                                                                                               |                                                                                               |                                                                                               |  |  |  |  |  |  |  |  |  |  |
| |  |  |  |  |  |  |  |                                                                 |                                                                 |                                                                 |                                                                 |                                                                 |                                                                 |                                             |                                             |                                                   |                                                 |                                                 |                                                 |                                                                              |                                                                              |                                                                              |                                                                              |                                                                              |                                                                              |                                                       |                                                       |                                                                              |                                                                              |                                                                              |                                                                              |                                                                              |                                                                              |                                                     |                                                     | José Álvarez de Toledo, xviii duque de Medina Sidonia, xiv marqués de Villafranca (1826-1900) |                                                                               |                                                                               |                                                                               |                                                                               |                                                                               |                                     |  | |                                                                                               |                                                                                               |                                                                                               |                                                                                               |                                                                                               |  |  |  |  |  |  |  |  |  |  |
| |  |  |  |  |  |  |  |                                                                 |                                                                 |                                                                 |                                                                 |                                                                 |                                                                 |                                             |                                             |                                                   |                                                 |                                                 |                                                 |                                                                              |                                                                              |                                                                              |                                                                              |                                                                              |                                                                              |                                                       |                                                       |                                                                              |                                                                              |                                                                              |                                                                              |                                                                              |                                                                              |                                                     |                                                     |                                                                                               |                                                                               |                                                                               |                                                                               |                                                                               |                                                                               |                                     |  | |                                                                                               |                                                                                               |                                                                                               |                                                                                               |                                                                                               |  |  |  |  |  |  |  |  |  |  |
| |  |  |  |  |  |  |  |                                                                 |                                                                 |                                                                 |                                                                 |                                                                 |                                                                 |                                             |                                             |                                                   |                                                 |                                                 |                                                 |                                                                              |                                                                              |                                                                              |                                                                              |                                                                              |                                                                              |                                                       |                                                       |                                                                              |                                                                              |                                                                              |                                                                              |                                                                              |                                                                              |                                                     |                                                     |                                                                                               |                                                                               |                                                                               |                                                                               |                                                                               |                                                                               |                                     |  | |                                                                                               |                                                                                               |                                                                                               |                                                                                               |                                                                                               |  |  |  |  |  |  |  |  |  |  |
| |  |  |  |  |  |  |  |                                                                 |                                                                 |                                                                 |                                                                 |                                                                 |                                                                 |                                             |                                             |                                                   |                                                 |                                                 |                                                 |                                                                              |                                                                              |                                                                              |                                                                              |                                                                              |                                                                              |                                                       |                                                       |                                                                              |                                                                              |                                                                              |                                                                              |                                                                              |                                                                              |                                                     |                                                     | Alonso Álvarez de Toledo, xv conde de Niebla (1850-1897)                                      | Alonso Álvarez de Toledo, xv conde de Niebla (1850-1897)                      | Alonso Álvarez de Toledo, xv conde de Niebla (1850-1897)                      | Alonso Álvarez de Toledo, xv conde de Niebla (1850-1897)                      | Alonso Álvarez de Toledo, xv conde de Niebla (1850-1897)                      | Alonso Álvarez de Toledo, xv conde de Niebla (1850-1897)                      |                                     |  | Joaquín Álvarez de Toledo, xix duque de Medina Sidonia, xv marqués de Villafranca (1865-1915)             | Joaquín Álvarez de Toledo, xix duque de Medina Sidonia, xv marqués de Villafranca (1865-1915) | Joaquín Álvarez de Toledo, xix duque de Medina Sidonia, xv marqués de Villafranca (1865-1915) | Joaquín Álvarez de Toledo, xix duque de Medina Sidonia, xv marqués de Villafranca (1865-1915) | Joaquín Álvarez de Toledo, xix duque de Medina Sidonia, xv marqués de Villafranca (1865-1915) | Joaquín Álvarez de Toledo, xix duque de Medina Sidonia, xv marqués de Villafranca (1865-1915) |  |  |  |  |  |  |  |  |  |  |
| |  |  |  |  |  |  |  |                                                                 |                                                                 |                                                                 |                                                                 |                                                                 |                                                                 |                                             |                                             |                                                   |                                                 |                                                 |                                                 |                                                                              |                                                                              |                                                                              |                                                                              |                                                                              |                                                                              |                                                       |                                                       |                                                                              |                                                                              |                                                                              |                                                                              |                                                                              |                                                                              |                                                     |                                                     | Alonso Álvarez de Toledo, xv conde de Niebla (1850-1897)                                      | Alonso Álvarez de Toledo, xv conde de Niebla (1850-1897)                      | Alonso Álvarez de Toledo, xv conde de Niebla (1850-1897)                      | Alonso Álvarez de Toledo, xv conde de Niebla (1850-1897)                      | Alonso Álvarez de Toledo, xv conde de Niebla (1850-1897)                      | Alonso Álvarez de Toledo, xv conde de Niebla (1850-1897)                      |                                     |  | Joaquín Álvarez de Toledo, xix duque de Medina Sidonia, xv marqués de Villafranca (1865-1915)             | Joaquín Álvarez de Toledo, xix duque de Medina Sidonia, xv marqués de Villafranca (1865-1915) | Joaquín Álvarez de Toledo, xix duque de Medina Sidonia, xv marqués de Villafranca (1865-1915) | Joaquín Álvarez de Toledo, xix duque de Medina Sidonia, xv marqués de Villafranca (1865-1915) | Joaquín Álvarez de Toledo, xix duque de Medina Sidonia, xv marqués de Villafranca (1865-1915) | Joaquín Álvarez de Toledo, xix duque de Medina Sidonia, xv marqués de Villafranca (1865-1915) |  |  |  |  |  |  |  |  |  |  |
| |  |  |  |  |  |  |  |                                                                 |                                                                 |                                                                 |                                                                 |                                                                 |                                                                 |                                             |                                             |                                                   |                                                 |                                                 |                                                 |                                                                              |                                                                              |                                                                              |                                                                              |                                                                              |                                                                              |                                                       |                                                       |                                                                              |                                                                              |                                                                              |                                                                              |                                                                              |                                                                              |                                                     |                                                     |                                                                                               |                                                                               |                                                                               |                                                                               |                                                                               |                                                                               |                                     |  | Joaquín Álvarez de Toledo, xx duque de Medina Sidonia, xvi marqués de Villafranca (1894-1955)             |                                                                                               |                                                                                               |                                                                                               |                                                                                               |                                                                                               |  |  |  |  |  |  |  |  |  |  |
| |  |  |  |  |  |  |  |                                                                 |                                                                 |                                                                 |                                                                 |                                                                 |                                                                 |                                             |                                             |                                                   |                                                 |                                                 |                                                 |                                                                              |                                                                              |                                                                              |                                                                              |                                                                              |                                                                              |                                                       |                                                       |                                                                              |                                                                              |                                                                              |                                                                              |                                                                              |                                                                              |                                                     |                                                     |                                                                                               |                                                                               |                                                                               |                                                                               |                                                                               |                                                                               |                                     |  | |                                                                                               |                                                                                               |                                                                                               |                                                                                               |                                                                                               |  |  |  |  |  |  |  |  |  |  |
| |  |  |  |  |  |  |  |                                                                 |                                                                 |                                                                 |                                                                 |                                                                 |                                                                 |                                             |                                             |                                                   |                                                 |                                                 |                                                 |                                                                              |                                                                              |                                                                              |                                                                              |                                                                              |                                                                              |                                                       |                                                       |                                                                              |                                                                              |                                                                              |                                                                              |                                                                              |                                                                              |                                                     |                                                     |                                                                                               |                                                                               |                                                                               |                                                                               |                                                                               |                                                                               |                                     |  | Luisa Isabel Álvarez de Toledo, xxi duquesa de Medina Sidonia, xvii marquesa de Villafranca (1936-2008)   |                                                                                               |                                                                                               |                                                                                               |                                                                                               |                                                                                               |  |  |  |  |  |  |  |  |  |  |
| |  |  |  |  |  |  |  |                                                                 |                                                                 |                                                                 |                                                                 |                                                                 |                                                                 |                                             |                                             |                                                   |                                                 |                                                 |                                                 |                                                                              |                                                                              |                                                                              |                                                                              |                                                                              |                                                                              |                                                       |                                                       |                                                                              |                                                                              |                                                                              |                                                                              |                                                                              |                                                                              |                                                     |                                                     |                                                                                               |                                                                               |                                                                               |                                                                               |                                                                               |                                                                               |                                     |  | |                                                                                               |                                                                                               |                                                                                               |                                                                                               |                                                                                               |  |  |  |  |  |  |  |  |  |  |
| |  |  |  |  |  |  |  |                                                                 |                                                                 |                                                                 |                                                                 |                                                                 |                                                                 |                                             |                                             |                                                   |                                                 |                                                 |                                                 |                                                                              |                                                                              |                                                                              |                                                                              |                                                                              |                                                                              |                                                       |                                                       |                                                                              |                                                                              |                                                                              |                                                                              |                                                                              |                                                                              |                                                     |                                                     |                                                                                               |                                                                               |                                                                               |                                                                               |                                                                               |                                                                               |                                     |  | Leoncio Alonso González de Gregorio, xxii duque de Medina Sidonia, xviii marqués de Villafranca (n. 1956) |                                                                                               |                                                                                               |                                                                                               |                                                                                               |                                                                                               |  |  |  |  |  |  |  |  |  |  |
| |  |  |  |  |  |  |  |                                                                 |                                                                 |                                                                 |                                                                 |                                                                 |                                                                 |                                             |                                             |                                                   |                                                 |                                                 |                                                 |                                                                              |                                                                              |                                                                              |                                                                              |                                                                              |                                                                              |                                                       |                                                       |                                                                              |                                                                              |                                                                              |                                                                              |                                                                              |                                                                              |                                                     |                                                     |                                                                                               |                                                                               |                                                                               |                                                                               |                                                                               |                                                                               |                                     |  | |                                                                                               |                                                                                               |                                                                                               |                                                                                               |                                                                                               |  |  |  |  |  |  |  |  |  |  |
| |  |  |  |  |  |  |  |                                                                 |                                                                 |                                                                 |                                                                 |                                                                 |                                                                 |                                             |                                             |                                                   |                                                 |                                                 |                                                 |                                                                              |                                                                              |                                                                              |                                                                              |                                                                              |                                                                              |                                                       |                                                       |                                                                              |                                                                              |                                                                              |                                                                              |                                                                              |                                                                              |                                                     |                                                     |                                                                                               |                                                                               |                                                                               |                                                                               |                                                                               |                                                                               |                                     |  | Alonso González de Gregorio, xvi duque de Fernandina (n. 1983)                                            |                                                                                               |                                                                                               |                                                                                               |                                                                                               |                                                                                               |  |  |  |  |  |  |  |  |  |  |

## Títulos
- Ducado de Fernandina y Principado de Montalbán, con grandeza de España.
- Marquesado de Villafranca del Bierzo, con grandeza de España.
- Condado de Peña Ramiro
- Marquesado de Villanueva de Valdueza

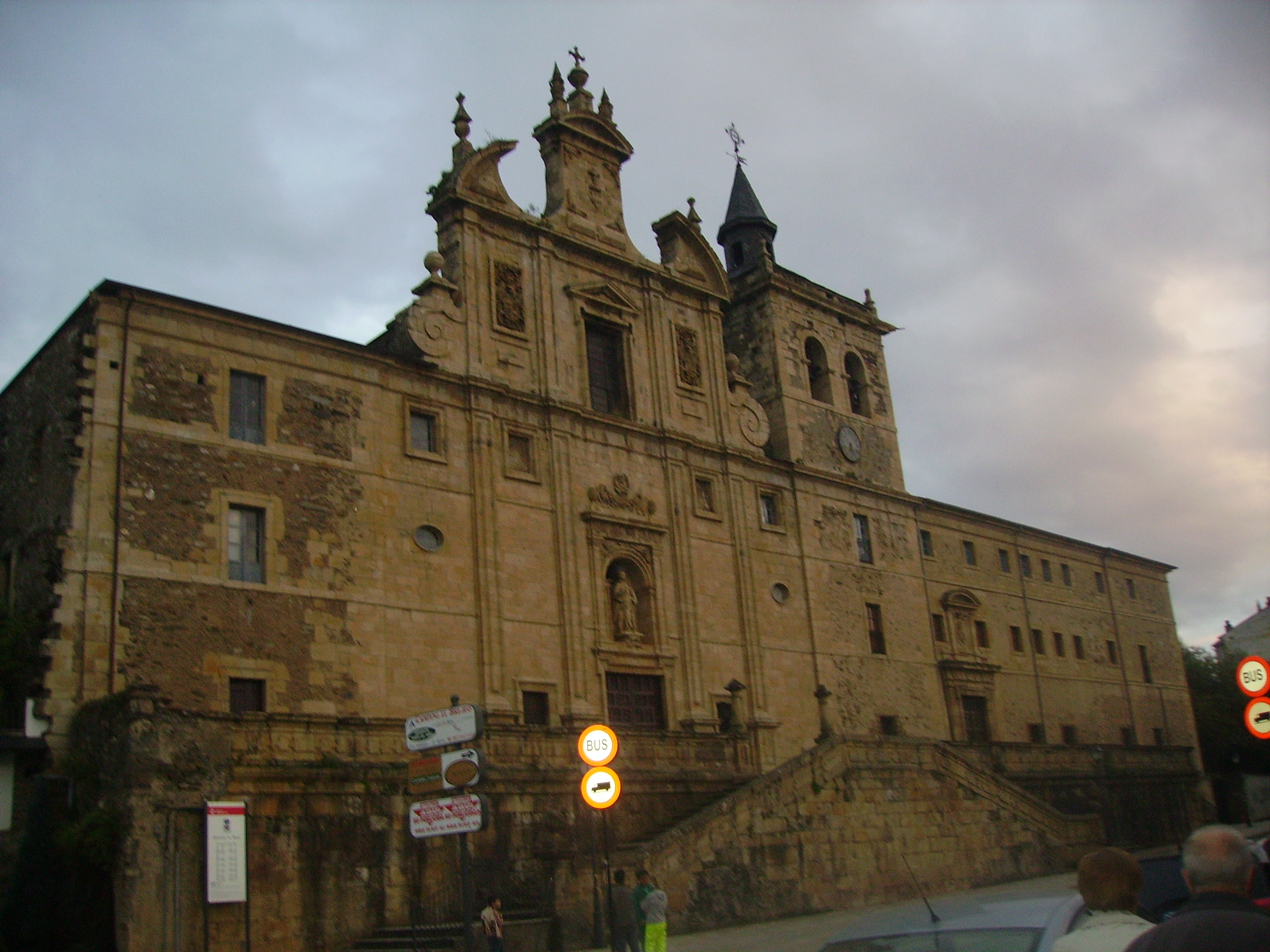
Antigua iglesia de los Jesuitas en Villafranca del Bierzo. Actualmente Convento de los Padres Paúles.
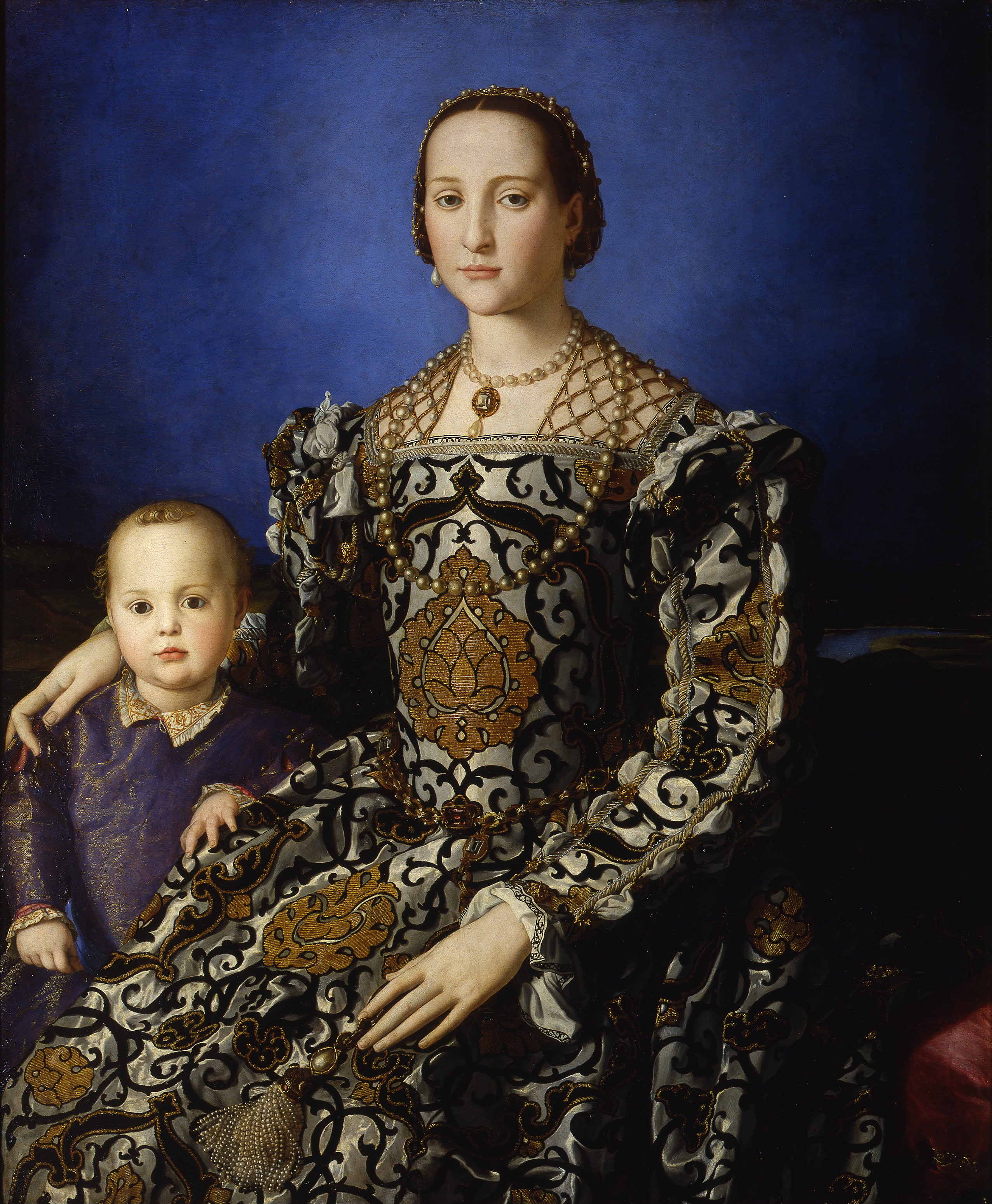
Leonor de Toledo retratada por Bronzino.
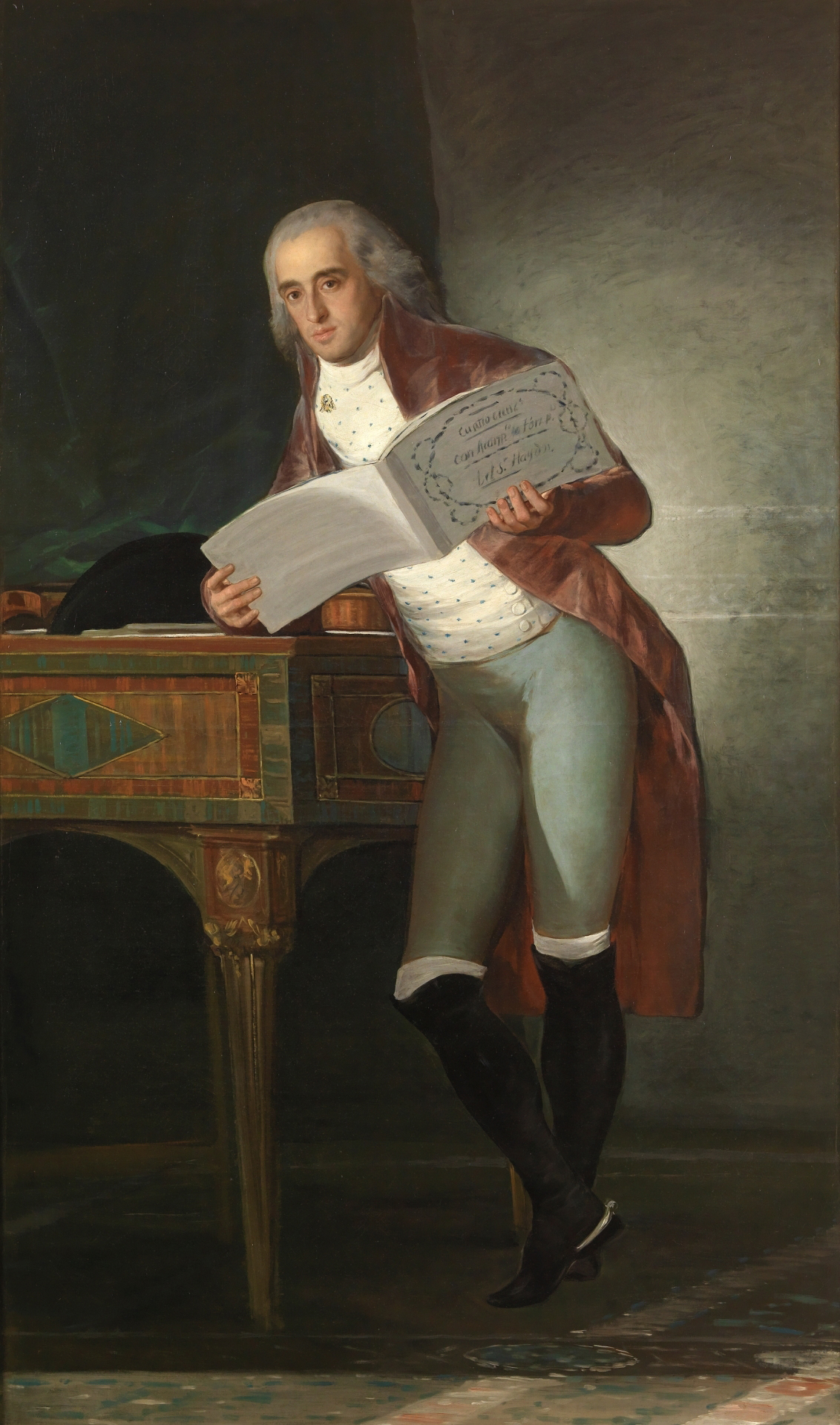
José Álvarez de Toledo Osorio, XI Marqués de Villafranca del Bierzo, retratado por Goya.
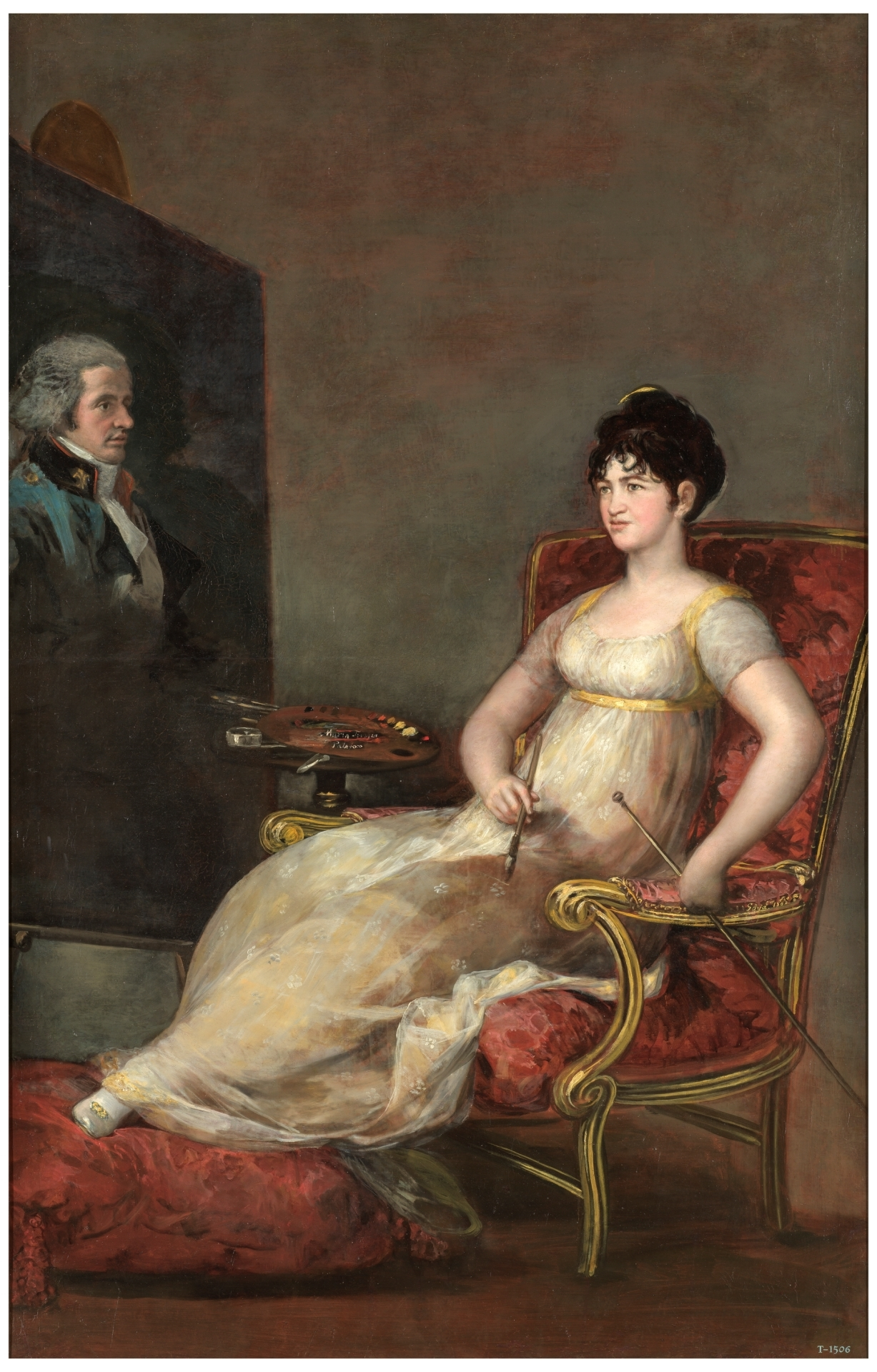
María Tomasa Palafox y Portocarrero, Marquesa de Villafranca del Bierzo, retratada por Goya.